# Purushottama Deva
Vira Pratapa Purushottama Deva ( Odia : ବୀରପ୍ରତାପ ପୁରୁଷୋତ୍ତମ ଦେବ) là hoàng đế Gajapati thứ hai của Odisha, cai trị từ năm 1467 đến năm 1497. Người cha Gajapati Kapilendra Deva Routaraya đã chọn ông làm người kế vị để cai trị Đế chế Gajapati bên bờ sông Krishna, trước khi trút hơi thở cuối cùng. Quyết định này đã khiến anh trai Hamvira Deva tức giận, một chiến binh thiện chiến đã hoàn thành nhiệm vụ chinh phục các vùng lãnh thổ phía nam và chống lại Đế chế Vijayanagara như mong muốn của cha ông.
Có một truyền thuyết kể rằng khi Kapilendra Deva dưới sự hướng dẫn thần thánh, tuyên bố rằng ông đã chỉ định Purushottama là người thừa kế, mười tám người anh trai trong cơn tức giận đã ném giáo vào Purushottama nhưng tất cả đều trượt. Purushottama Deva cũng là nhân vật chính trong truyền thuyết Kanchi Kaveri Upakhyana (bài thơ) của nhà thơ Purushottama Dasa viết vào thế kỷ XVI và sau đó được nhà thơ Bengali Rangalal Bandyopadhyay dịch sang tiếng Bengali. Truyền thuyết này cũng phổ biến đối với những người theo đạo Hindu trong truyền thống thờ cúng Jagannath của Odisha.